# Karabinek AK-101
AK-101 – rosyjski karabinek automatyczny. Broń przeznaczona na eksport, oparta na konstrukcji karabinka AK-74M. Wersją skróconą tej broni jest subkarabinek AK-102 (lufa długości 314 mm, długość całkowita 824/586 mm, masa 3,0 kg). AK-101 był eksportowany do Bhutanu, Indonezji, Kenii, Malezji, Somalii, Urugwaju i na Cypr.

## Opis
AK-101 jest bronią samoczynno-samopowtarzalną. Automatyka broni działa na zasadzie odprowadzania gazów prochowych z długim skokiem tłoka gazowego. Zamek ryglowany przez obrót (2 rygle). Rękojeść przeładowania po prawej stronie broni, związana z suwadłem. Mechanizm spustowy z przełącznikiem rodzaju ognia. Skrzydełko bezpiecznika/przełącznika rodzaju ognia po prawej stronie komory zamkowej w pozycji zabezpieczonej zasłania wycięcie w którym porusza się rękojeść przeładowania. Kolba z tworzywa sztucznego, składana. Przyrządy celownicze mechaniczne, składają się z muszki i celownika krzywiznowego (nastawy do 1000 m), broń wyposażona jest w boczny montaż celownika optycznego.

## Użytkownicy
- Serbia: Specjalna Brygada[1]